# Partido de la Cruz Flechada
El Partido de la Cruz Flechada (en húngaro: Nyilaskeresztes Párt-Hungarista Mozgalom, traducible como Partido de la Cruz Flechada-Movimiento Hungarista) fue un partido político húngaro fascista, proalemán y antisemita, semejante al Partido Nazi germano. Estaba liderado por Ferenc Szálasi, que gobernó Hungría durante los meses finales de la Segunda Guerra Mundial. Durante este corto periodo, miles de personas (entre los que se encontraban muchos judíos) fueron ejecutadas de forma extrajudicial, y otras 80 000 fueron deportados a Auschwitz. Tras la guerra, Szálasi y otros líderes del partido fueron juzgados como criminales de guerra por los tribunales húngaros y condenados a muerte.

## Ideología

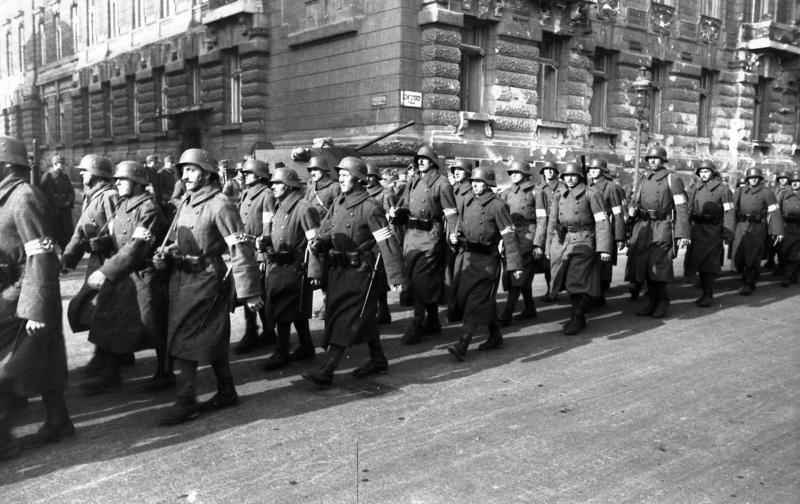
Desfile de miembros de la Cruz Flechada, Budapest, octubre de 1944.

Su ideología era similar a la del nazismo, en un sincretismo entre el austrofascismo y el fascismo húngaro, el llamado por Ferenc Szálasi como «hungarismo» y caracterizado por un nacionalismo húngaro extremo, la promoción de la agricultura (agrarianismo), el anticapitalismo y un furibundo anticomunismo y antisemitismo. También estaba muy influenciado por los planteamientos del turanismo húngaro, según los planteamientos de Szálasi.
El Partido de la Cruz Flechada concebía a los judíos en términos raciales y religiosos pero, a diferencia de la Alemania nazi, no existía el capital económico necesario para llevar a cabo un amplio y detallado programa de eugenesia. El partido y el líder originales eran de ideología antialemana, aunque en un largo proceso de entendimiento entre Hitler y Szálasi se logró un compromiso entre ambos y pasó a ser proalemán. Así, aunque el Partido de la Cruz Flechada fue sin duda mucho más racista que el régimen de Horthy, cuyo antisemitismo se basaba en la fe cristiana, en sus inicios era muy diferente de la del partido nazi alemán. Pero una vez que tomaron el poder en Hungría, al final la Segunda Guerra Mundial, la realidad de los judíos húngaros iba a ser muy distinta.

## Historia

### Fundación y primeros años
El partido se fundó por Szálasi en 1935 como Partido de la Voluntad Nacional, pero fue ilegalizado dos años más tarde por su radicalismo violento. Tuvo sus orígenes en la filosofía política de los extremistas proalemanes como Gyula Gömbös, que acuñó el término "nacionalsocialismo" en los años veinte. Fue reconstituido en 1939 como Partido de la Cruz Flechada, bajo el modelo explícito del partido nazi alemán. Su iconografía estaba inspirada en la de los nazis: el emblema de la cruz flechada era un antiguo símbolo tribal magiar que representaba la pureza racial de los húngaros, de modo similar a como la esvástica hacía lo propio para la raza aria propugnada desde el ideario nacional-socialista germano.
El Ministerio de Asuntos Exteriores alemán aprobó las acciones del proalemán Partido Nacionalsocialista Húngaro, que a su vez apoyaba a las minorías alemanas en el país, y aunque antes de la Segunda Guerra Mundial el Partido no defendía las políticas raciales y antisemitas de los nazis, sí utilizaba en sus discursos los estereotipos y prejuicios tradicionales para ganar votos tanto en Budapest como en el ámbito rural. Sus constantes peleas con otros movimientos fascistas, no obstante, le impidieron ganar más votos y apoyo popular. En las Elecciones de 1939, obtuvo un 14% de los votos y 29 escaños en el Parlamento, pero este resultado era solo un éxito superficial dado que una importante mayoría de húngaros no pudo votar. Aun así, esto lo convirtió en uno de los más importantes de Hungría, lo que forzó al Almirante Horthy a prohibir sus actividades públicas al comienzo de la guerra mundial y los forzó a actuar en la clandestinidad. Para entonces sus apoyos se encontraban entre oficiales del Ejército, soldados, nacionalistas y agricultores conservadores.

### Participación en el gobierno
A principios de 1944 la suerte del Partido cambió: Adolf Hitler perdió la paciencia con las políticas de Horthy y su primer ministro moderado, Miklos Kállay, y en marzo sus tropas invadieron y ocuparon Hungría. Kállay abandonó el gobierno y fue sustituido por otro político más cercano a los nazis, Döme Sztójay. Una de cuyas primeras decisiones fue legalizar al Partido de la Cruz Flechada. A medida que avanzaban los Aliados por el Oeste y los soviéticos por el Este, se hacía más evidente la proximidad y magnitud de la derrota nazi.

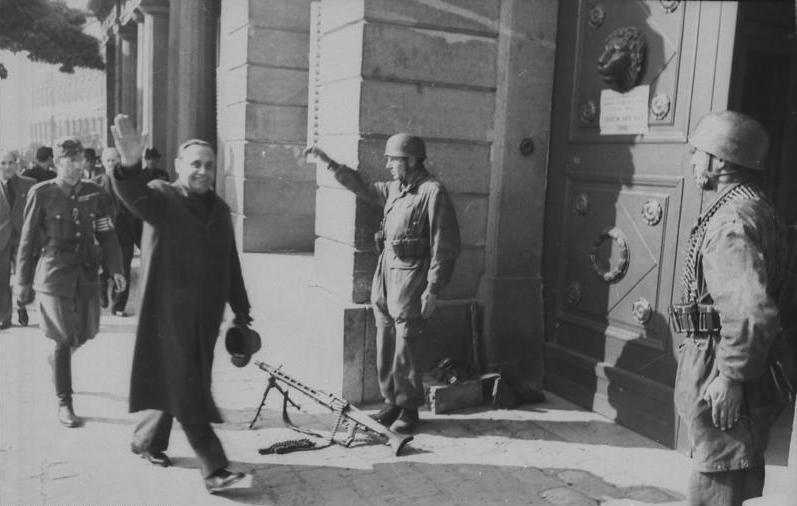
Szálasi dirigiéndose al ministerio de defensa, seguido por un miembro de la Cruz Flechada, tras ser nombrado «caudillo de la Nación» en octubre de 1944.

En octubre, el almirante Horthy negoció el final de las hostilidades con los soviéticos, por lo que anunció que las tropas húngaras deberían deponer las armas. La Alemania nazi, de la que Hungría era aliada, no tardó en responder y lanzó la Operación Panzerfaust, una operación de agentes especiales mediante la cual se hicieron con el control del país. Con el apoyo nazi, Szálasi fue declarado primer ministro del nuevo «Gobierno de Unidad Nacional» y «caudillo de la nación» del nuevo Estado Húngaro.
El corto gobierno de la Cruz Flechada iba a ser brutal. En menos de tres meses, sus escuadrones de la muerte asesinaron a unos 38.000 húngaros, 25.000 de los cuales eran judíos. Sus oficiales ayudaron a Adolf Eichmann a reactivar la deportación de judíos a Alemania, lograron sacar de Budapest a 80.000 judíos para labores de fortificación y, la mayoría, para enviarlos a los campos de concentración. Se sabe que unos doscientos judíos fueron llevados a los puentes que cruzaban el Danubio; allí fueron acribillados y arrojados al río. El gobierno de Szálasi empezó a tambalearse cuando a finales de enero de 1945 el Ejército soviético tomó Pest y las fuerzas germano-húngaras se retiraron a la zona de Buda, a través del Danubio. Szálasi ya había salido de Budapest el 11 de diciembre, llevándose la Corona de San Esteban. Los miembros de la Cruz Flechada y las fuerzas alemanas continuaron la lucha en las calles de la Capital hasta mediados de febrero, cuando terminó el Sitio de Budapest. Aún resistirían un tiempo más en la zona occidental de Hungría, cuando a finales de marzo hubieron de cruzar la frontera con Austria.

### Posguerra
Después de la contienda, numerosos líderes del partido fueron capturados y juzgados por crímenes de guerra. En los primeros meses de la posguerra, se dictaron al menos seis mil doscientas condenas por asesinato contra miembros de la Cruz Flechada. Algunos dirigentes y oficiales, incluido Szálasi, fueron ejecutados.
La ideología de la Cruz Flechada ha resurgido con movimientos neonazis que pretenden revisar el hungarismo de Szálasi.

## Resultados electorales
Asamblea nacional
| Elecciones | # de votos | % de votos | Escaños obtenidos | Notas                                            |  |
| ---------- | ---------- | ---------- | ----------------- | ------------------------------------------------ |  |
| 1935       | 7.431      | 0,4%       | 1/245             | Concurre como "Partido de la Voluntad Nacional". |  |
|            |            |            |                   |                                                  |  |
| 1939       | 530.405    | 14,4%      | 29/260            |                                                  |  |

## En la cultura popular
En la película Music Box (La caja de música, 1989) se relata el juicio a Michael J. Laszlo (Armin Mueller-Stahl), un inmigrante húngaro en Estados Unidos acusado de dirigir un escuadrón de la muerte de milicianos de la Cruz Flechada durante el sitio de Budapest.
La película italiana El Cónsul Perlasca (2002), dirigida por Alberto Negrin, ambientada en el gueto de Budapest durante la ocupación nazi, muestra la brutalidad de los Cruces Flechadas hacia los judíos, y su colaboración completa con las SS.
En el film español El Ángel de Budapest (2012) el partido y sus brutales acciones son retratadas en múltiples pasajes.